# Musée civique d'archéologie de Sarteano
Le Musée civique d'archéologie de Sarteano (Museo Civico Archeologico di Sarteano en italien), est le musée étrusque de la ville de Sarteano, en province de Sienne - Toscane.

## Histoire
La collection initiale des artefacts de la nécropole de Solaia de Fanelli, des années 1824-1825, avaient été offerte en 1826 au grand-duc Léopold, et intégrée dans la collection grand-ducale  au musée de Florence. La grande collection de Piero Bargagli a commencé en 1835 avec la découverte de la tombe de la famille Sentinate Cumere de la localité Le Tombe, où fut retrouvée une des plus belles urnes de la production de Chiusi ; cette collection s'est complétée ensuite,  dans la seconde moitié du XIXe siècle, par les découvertes  de la grande nécropole villanovienne Sferracavalli de la période orientalisante. De ces matériaux  exposés au Palazzo Bargagli de Sarteano jusqu'en 1941 certains non référencés sur le legs de 1918,   ont   été transférés à Sienne.
Grâce au travail du Gruppo Archeologico Etruria, reconstitué en 1996, ont pu être effectives  la protection du lieu des fouilles (contre le pillage) de la nécropole de Solaia Macchiapiana Mulin Canale et de la nécropole de la Palazzina  en 1997, et la valorisation des découvertes, en 1996-1997, et ont abouti à la création du musée actuel.
En outre, la nécropole delle Pianacce (découverte par  Guglielmo Maetzke en 1954),  a fait   l'objet de restrictions archéologiques depuis 1984 et y ont été trouvées 21 tombes comportant les peintures de  la fameuse « Tombe du quadrige infernal » et un important emplacement théâtral sacré. Ces fouilles ont permis, bien que toutes les tombes avaient été déjà pillés par les tombaroli, que plus de 300 objets nouveaux soient découverts, puis remis par  l'atelier de restauration pour être exposés au musée  en septembre 2009, dans sa nouvelle extension  de sa salle du sous-sol dédiée entièrement la nécropole de Pianacce.

## Collections
Situé au rez-de-chaussée et au premier sous-sol du Palazzo Gabrielli, au 24 de la Via Roma, y sont  exposés  les vestiges (en majorité étrusques) récoltés dans la région, allant de l'Âge du bronze jusqu'à l'époque romaine tardive.
Les premières fouilles effectuées dans les années 1950 et 1960, complétées au cours des années 1996 et 1997, ont mis au jour des nécropoles étrusques particulièrement riches.
Âge de bronze
- matériaux issus  de la grotta del Rospo

Étrusques
- urne biconique, Sferracavalli (VIIIe et VIIe siècles av. J.-C.)
- tombes à pozzetto et à ziro du Poggio Colombo
- canope, Solaia-Macchiapiana
- sépulture de la Madonna La Tea
- reconstitution d'une tombe à camera avec deux canopes de Macchiapiana et vestiges de nécropoles et de tombes de l'époque archaïque (VIe siècle av. J.-C.).
- cippe en pietra fetida provenant de Sant'Angelo représentant sur ses 4 faces des scènes de rites funéraires (exposition du mort, lamentations...)
- céramique peinte et coffret en os, peinture pariétale de la tombe 30 de la Palazzina
- coupes a figure rosse de la Nécropole des Pianacce IVe siècle av. J.-C.

Période hellénistique
- matériaux recueillis sur les thermes de Colombaio et de la Peschiera Giannini.

Romanisation
- statue en travertin de la république tardive, à inscriptions testamentaires bilingues  attestant le passage de la culture étrusque à la romaine
- pièces (recueillies dans la région) de la collection  Bologni, léguée à la commune.

La découverte en octobre 2003,  d'une tombe étrusque au décor peint exceptionnel, surnommée la Tombe du quadrige infernal de la nécropole des Pianacce, s'est vu suivie de la reproduction grandeur nature dans le musée des fresques principales suivant leur disposition réelle  (accessible depuis le 19 septembre 2009).

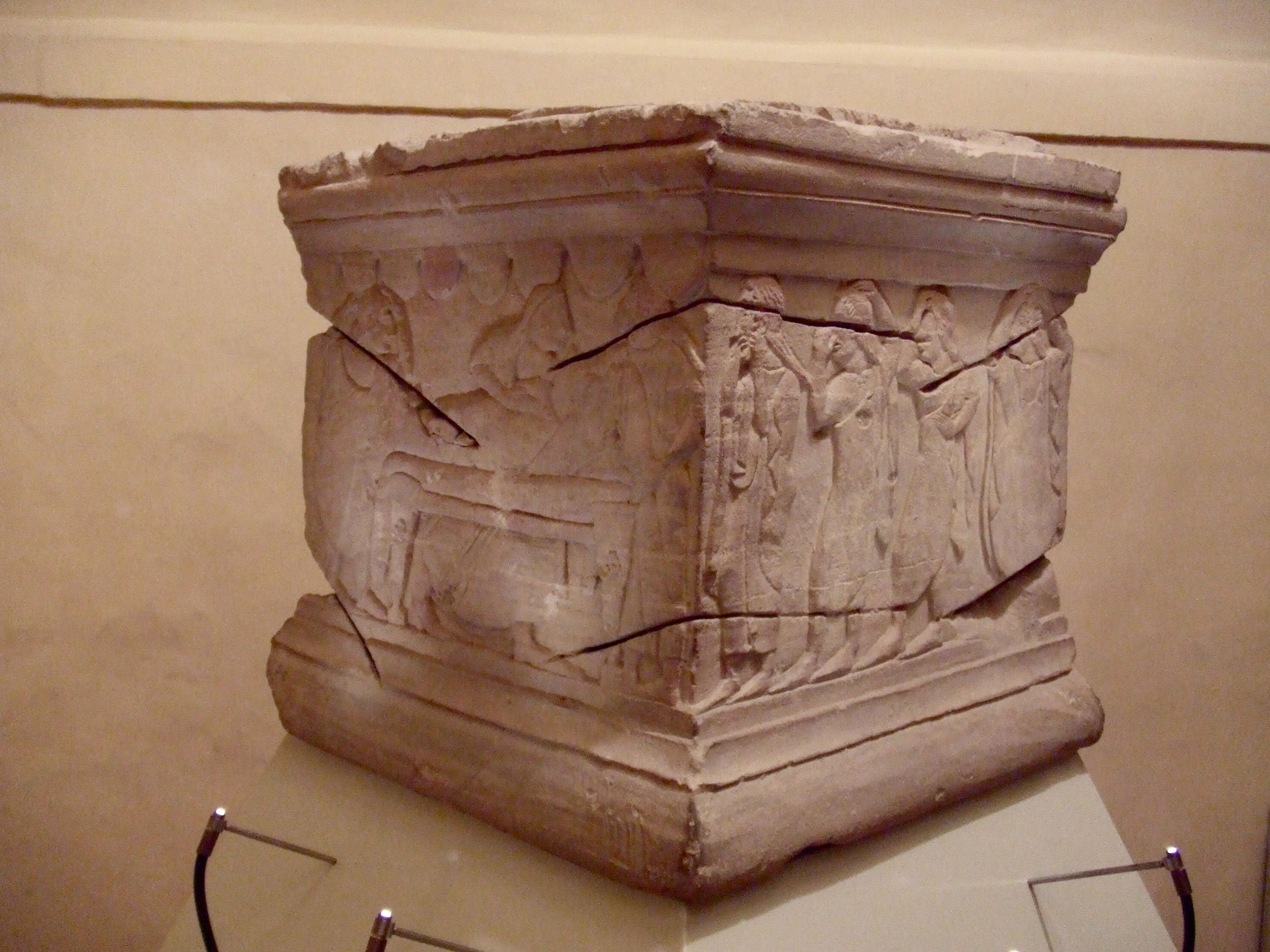
Cippe en pietra fetida issu de Sant'Angelo fin du VIe siècle av. J.-C. (scènes d'exposition du mort (à gauche) et de lamentation (à droite).
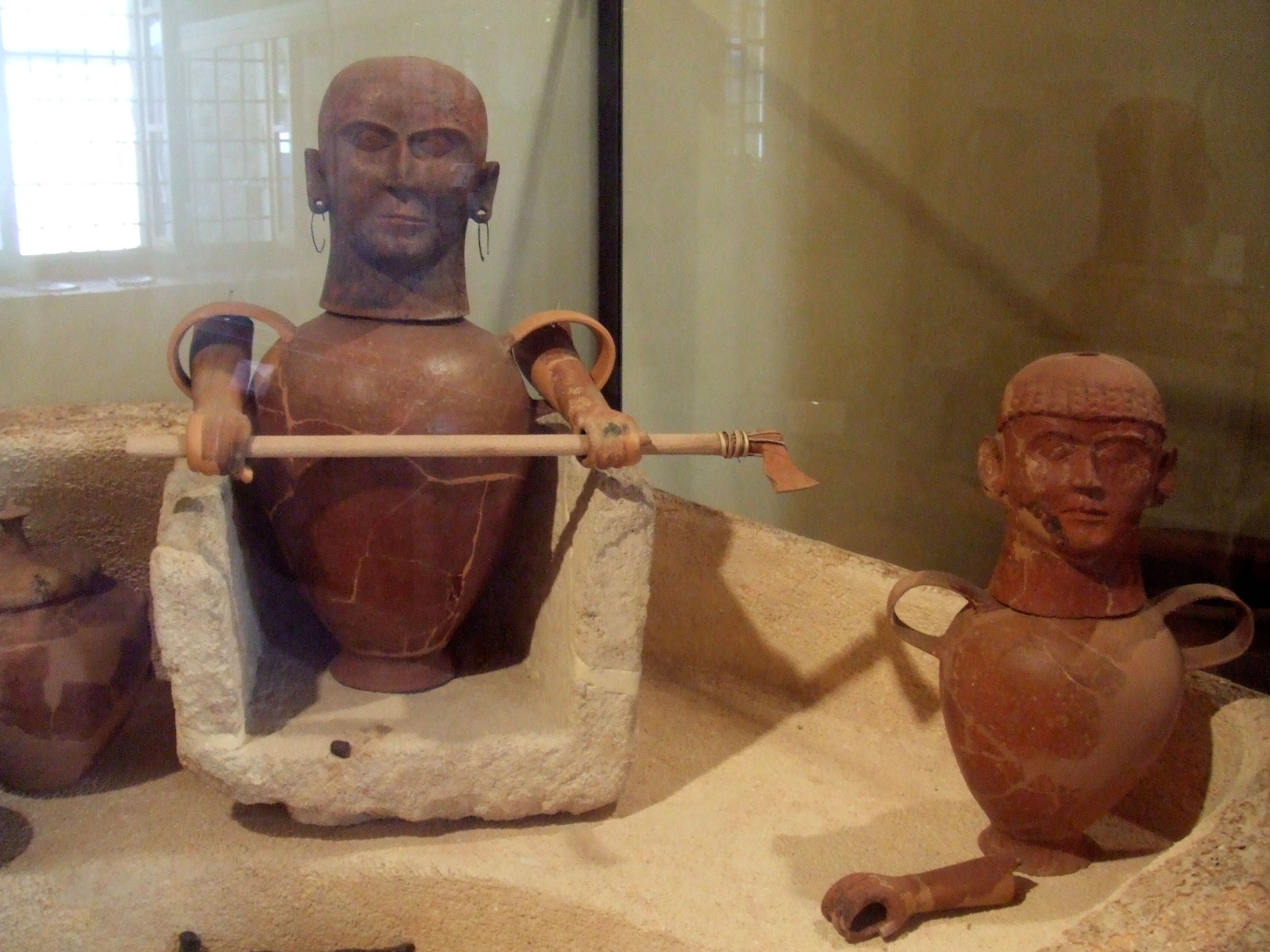
Vitrine des canopes de Macchiapiana.
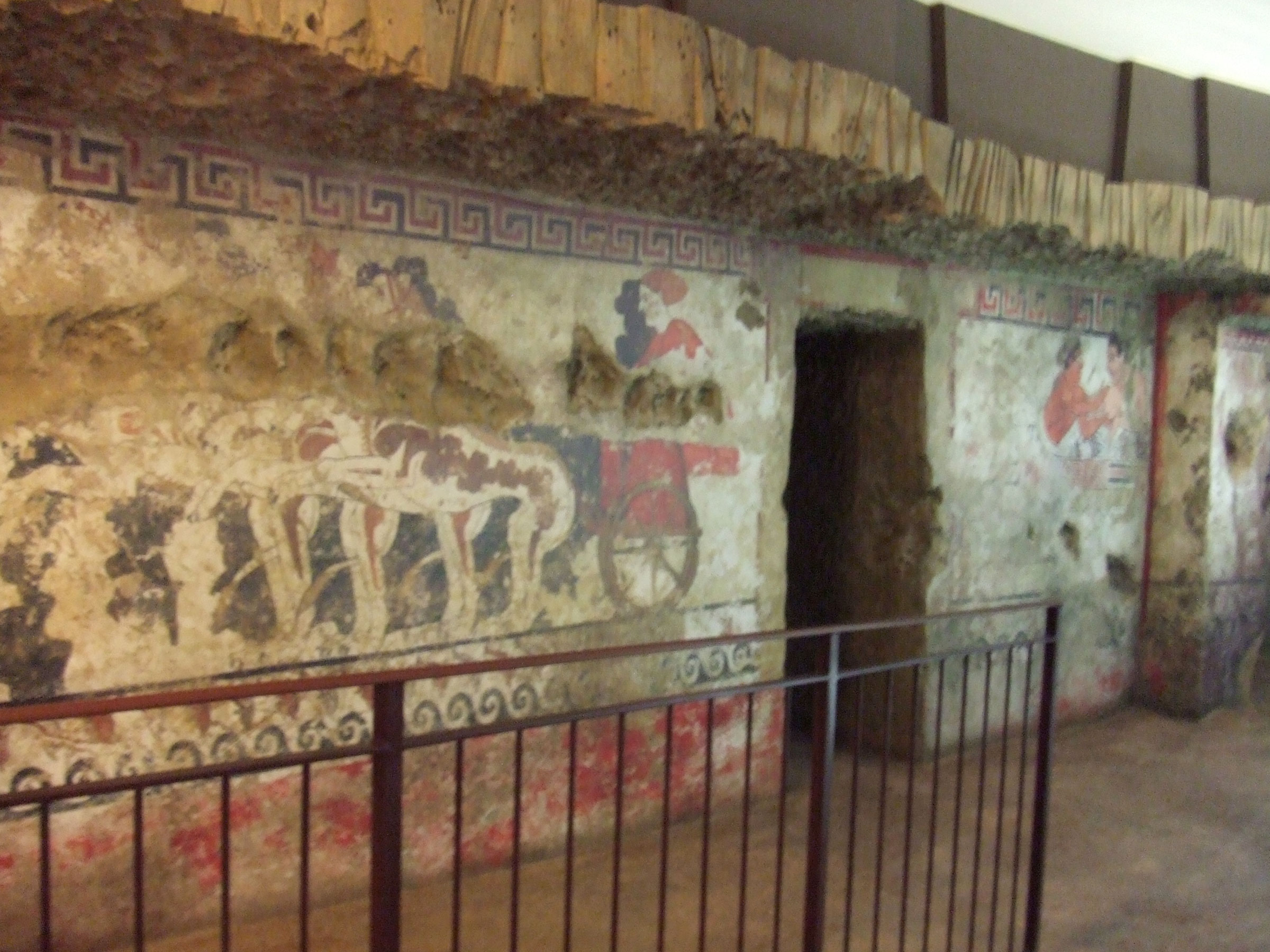
Mur des reproductions de fresques (Charun aux rênes du quadrige infernal au premier plan).